# David White (angielski piłkarz)
David White (ur. 30 października 1967 w Urmston) – angielski piłkarz grający na pozycji prawego pomocnika lub napastnika. W swojej karierze rozegrał 1 mecz w reprezentacji Anglii.

## Kariera klubowa
Swoją karierę piłkarską White rozpoczął w klubie Manchester City. W 1986 roku awansował do kadry pierwszej drużyny. 27 września 1986 zadebiutował w Division One w przegranym 0:1 wyjazdowym meczu z Luton Town. Na koniec sezonu 1986/1987 spadł z Manchesterem do Division Two. W sezonie 1987/1988 stał się podstawowym zawodnikiem Manchesteru City. W sezonie 1988/1989 awansował z Manchesterem do Division One, a w sezonach 1989/1990 i 1990/1991 był najlepszym strzelcem tego zespołu.
W grudniu 1993 roku White przeszedł za kwotę 2 milionów funtów do Leeds United. W Leeds swój debiut zanotował 29 września 1993 w zremisowanym 0:0 domowym meczu z Queens Park Rangers. W Leeds występował do 1995 roku.
W listopadzie 1995 roku White odszedł z Leeds do grającego w Division One, Sheffield United. Swój debiut w Sheffield zaliczył 18 listopada 1995 w przegranym 0:2 wyjazdowym spotkaniu z Sunderlandem. W Sheffield United grał do końca swojej kariery, czyli do zakończenia sezonu 1997/1998.
| Sezon   | Klub             | Kraj   | Rozgrywki      | Mecze | Bramki |
| ------- | ---------------- | ------ | -------------- | ----- | ------ |
| 1986/87 | Manchester City  | Anglia | Division One   | 24    | 1      |
| 1987/88 | Manchester City  | Anglia | Division Two   | 44    | 13     |
| 1988/89 | Manchester City  | Anglia | Division Two   | 45    | 6      |
| 1989/90 | Manchester City  | Anglia | Division One   | 37    | 8      |
| 1990/91 | Manchester City  | Anglia | Division One   | 38    | 16     |
| 1991/92 | Manchester City  | Anglia | Division One   | 39    | 18     |
| 1992/93 | Manchester City  | Anglia | Premier League | 42    | 16     |
| 1993/94 | Manchester City  | Anglia | Premier League | 16    | 1      |
| 1993/94 | Leeds United     | Anglia | Premier League | 15    | 5      |
| 1994/95 | Leeds United     | Anglia | Premier League | 23    | 3      |
| 1995/96 | Leeds United     | Anglia | Premier League | 4     | 1      |
| 1995/96 | Sheffield United | Anglia | Division One   | 28    | 7      |
| 1996/97 | Sheffield United | Anglia | Division One   | 37    | 6      |
| 1997/98 | Sheffield United | Anglia | Division One   | 1     | 0      |

## Kariera reprezentacyjna
W latach 1988–1989 White rozegrał 6 meczów i strzelił 2 gole w reprezentacji Anglii U-21. W dorosłej reprezentacji zadebiutował 9 września 1992 roku w przegranym 0:1 towarzyskim meczu z Hiszpanią, rozegranym w Santanderze. Był to jego jedyny mecz w angielskiej kadrze narodowej.
| Mecze i gole w reprezentacji | Mecze i gole w reprezentacji | Mecze i gole w reprezentacji | Mecze i gole w reprezentacji | Mecze i gole w reprezentacji | Mecze i gole w reprezentacji | Mecze i gole w reprezentacji |
| #                            | Data                         | Stadion                      | Rywal                        | Wynik                        | Gol                          | Rozgrywki                    |
| 1992                         | 1992                         | 1992                         | 1992                         | 1992                         | 1992                         | 1992                         |
| ---------------------------- | ---------------------------- | ---------------------------- | ---------------------------- | ---------------------------- | ---------------------------- | ---------------------------- |
| 1.                           | 09.09.1992                   | Santander, Hiszpania         | Hiszpania                    | 0:1                          | 0                            | towarzyski                   |